# Rio Quinze de Novembro
Der Rio Quinze de Novembro ist ein etwa 36 km langer rechter Nebenfluss des Rio Capanema im Südwesten des brasilianischen Bundesstaats Paraná.

## Etymologie und Geschichte
Der Fluss erhielt seinen Namen zur Erinnerung an die Ausrufung der Republik, die am 15. November 1889 stattfand.

## Geografie

### Lage
Das Einzugsgebiet des Rio Quinze de Novembro befindet sich auf dem Terceiro Planalto Paranaense (Dritte oder Guarapuava-Hochebene von Paraná).

### Verlauf
Sein Quellgebiet liegt auf der Grenze zwischen den Munizipien Pinhal de São Bento und Ampere auf 548 m Meereshöhe. Es liegt etwa auf halbem Weg zwischen Francisco Beltrão und der argentinischen Grenze in der Nähe der PR-182.
Der Fluss verläuft in westlicher Richtung. Er bildet in seinem gesamten Lauf die Grenze zwischen Pinhal de São Bento und Ampere. Er mündet auf 333 m Höhe von rechts in den Rio Capanema. Die Entfernung zwischen Ursprung und Mündung beträgt 14 km. Er ist etwa 36 km lang.

### Munizipien im Einzugsgebiet
Am Rio Quinze de Novembro liegen die zwei Munizpien Pinhal de São Bento und Ampere.